# Vatnafjöll
Il Vatnafjöll (ˌvaʰtnaˌfjœtl̥) (che in lingua islandese significa: Monte dell'acqua) è un vulcano situato nella regione del Suðurland, nella parte meridionale dell'Islanda.

## Descrizione
Il Vatnafjöll è un vasto sistema di fessure vulcaniche basaltiche situato subito a sud-est del grande vulcano Hekla.  Il sistema vulcanico del Vatnafjöll è lungo 40 km e largo 9 km e viene considerato come facente parte del sistema vulcanico dell'Hekla. Nell'estate del 2010 è stato avviato un progetto dell'Istituto Vulcanologico dell'Università d'Islanda, che mira a chiarire la correlazione tra le fessure vulcaniche che producono basalto nel sistema attorno all'Hekla.
Nel passato è stato un sistema vulcanico molto attivo, con almeno una dozzina di eruzioni avvenute nel corso dell'Olocene.
L'ultima eruzione nota del Vatnafjöll risale all'anno 800, cioè circa 1200 anni fa.